# Partido Património (Zâmbia)
O Partido Património é um partido político na Zâmbia.
Nas eleições parlamentares realizada em 27 de dezembro de 2001, o partido conquistou 7,4% dos votos populares e 4 dos 158 lugares na unicamaral Assembleia Nacional. O seu candidato na concomitante eleição presidencial, Godfrey Miyanda, ganhou 8,1%.
Miyanda está novamente mantido com o Partido Património candidato na eleição presidencial de outubro de 2008.